# Paraguaçu
Paraguaçu là một đô thị thuộc bang Minas Gerais, Brasil. Đô thị này có diện tích 419 km², dân số năm 2007 là 19603 người, mật độ 42,5 người/km².